# Micrathyria ocellata
Micrathyria ocellata là loài chuồn chuồn trong họ Libellulidae. Loài này được Martin mô tả khoa học đầu tiên năm 1897.